# Notes sur la mélodie des choses
 (décembre 2023).
- Si vous ne connaissez pas le sujet, laissez ce bandeau (vous pouvez alors contacter les auteurs).
- Si vous supprimez le contenu mis en cause (vous pouvez préalablement contacter les auteurs),

argumentez précisément cette suppression dans la page de discussion
(un manque de référence n'est pas un argument ; une recherche réelle de référence doit avoir été effectuée, être formellement documentée).
Notes sur la mélodie des choses est un petit livre de jeunesse de l'écrivain autrichien Rainer Maria Rilke, rédigé en 1898 et publié dans le tome 5 de ses Œuvres complètes, entre 1955 et 1966 à Francfort et à Wiesbaden.

## Écriture
Distillée en 40 courts paragraphes, qui font évoluer l'œuvre entre l'essai théorique, le recueil de petits poèmes et la collection d'aphorismes, la réflexion de Rilke porte sur la scène théâtrale. L'écrivain réfléchit sur une nouvelle manière de faire du théâtre, en plaçant ce qu'il appelle l'arrière-plan sur le devant de la scène. 

## Réflexion
Très rapidement, la question théâtrale se révèle la métaphore d'une réflexion beaucoup plus générale et profonde qui s'étend à la création, à l'homme, à l'art en général, à la solitude et à la communauté, dans une vision singulière du monde et de la vie. Le dilemme théâtral de l'apparence et de la réalité est repris par Rilke pour exprimer le dilemme de la présence de l'homme au monde qui l'entoure. La mélodie dont parle Rilke est celle de cet « arrière-plan » (du théâtre, mais aussi de notre perception) devenu avant-scène, c'est-à-dire perceptible par l'attention, la poésie et l'art.
Cette mélodie des choses est la mélodie de l'Univers (la « grande mélodie » dit Rilke), unique symphonie composée des infinies mélodies particulières et se superposant. L'homme est une mélodie parmi d'autres, et c'est en prêtant attention aux autres mélodies et à la « grande mélodie » qu'il peut résoudre sa solitude essentielle. Le chant universel, dont l'art est un signe, permet aux hommes de se retrouver, de s'unir. Il s'agit d'une mélodie-lien, que Rilke compare dans le paragraphe XIII aux paysages des tableaux de Fra Bartolomé ou de Léonard (peintre) : le paysage unit en arrière-plan les personnages, notamment les ponts symboliques. Mais l'arrière-plan du tableau est tout métaphorique, puisque concrètement l'image est plane : l'arrière-plan est donc aussi premier (et seul) plan. Ainsi Rilke élabore-t-il une mise en abyme de la condition de l'homme : le tableau, autrement dit l'art en général, unit le personnage et l'arrière-fond dans le tableau, tout comme il s'efforce de le faire dans notre réalité quotidienne.
Rilke offre au lecteur une réflexion sur la place de l'homme, toujours problématique, au sein du monde. Selon l'écrivain, celui-ci peut concilier sa solitude profonde avec un lien profond à autrui et au monde, en se tenant à l'écoute de la mélodie des choses, mélodie discrète mais essentielle.

## Extraits
« L’art fait de même. Il est, oui, l’amour en plus ample, en plus démesuré. Il est l’amour de Dieu. Il n’a pas le droit de s’arrêter à l’individu, qui n’est que la porte de la vie. Il doit la franchir. La fatigue lui est interdite. Pour s’accomplir il doit œuvrer là où tous – sont un. Et quand il fait don de cet un, alors survient à tous une richesse sans limites. » (paragraphe VIII)
« … de la hauteur des mots se laisser choir dans une mélodie une et commune. » (paragraphe XVI)
« Sinon, s’il n’y a pas une profonde douleur pour rendre les humains également silencieux, l’un entend plus, l’autre moins, de la puissante mélodie de l’arrière-fond. Beaucoup ne l’entendent plus du tout. Eux sont comme des arbres qui ont oublié leurs racines et qui croient à présent que leur force et leur vie, c’est le bruissement de leurs branches. Beaucoup n’ont pas le temps de l’écouter. Ils ne veulent pas d’heure autour d’eux. Ce sont de pauvres sans-patrie, qui ont perdu le sens de l’existence. Ils tapent sur les touches des jours et jouent toujours la même monotone note diminuée. » (paragraphe XX)

## Publications
- Rainer Maria Rilke, Sämtliche Werke. Band 1-6, Band 5, Frankfurt und Wiesbaden, 1955-1966
- Rainer Maria Rilke, Notizen zur Melodie der Dinge: ein Stundenbuch, Bären-Presse, Bern, 1993
- Rainer Marie Rilke, Notes sur la mélodie des choses, Allia, Paris, 2008, traduction française de Bernard Pautrat